# تحریف
تحریف، به معنای تغییر یا دگرگون کردن اطلاعات، مفاهیم، یا متون به گونه‌ای است که اصل آن‌ها از بین برود یا به شکل نادرستی ارائه شود. این واژه در زبان فارسی به‌طور کلی به هر نوع تغییر عمدی یا غیرعمدی در معنای اصلی یک چیز اشاره دارد.
تحریف در اسلام به عنوان ادعایی جهت بیان تغییرات در تورات و انجیل گفته می‌شود و مسلمانان معتقدند که مطالب انجیل و تورات به دست یهودیان و مسیحیان تحریف شده‌اند یعنی برخلاف اصلش تغییر یافته‌اند.